# 난창역 (장시성)

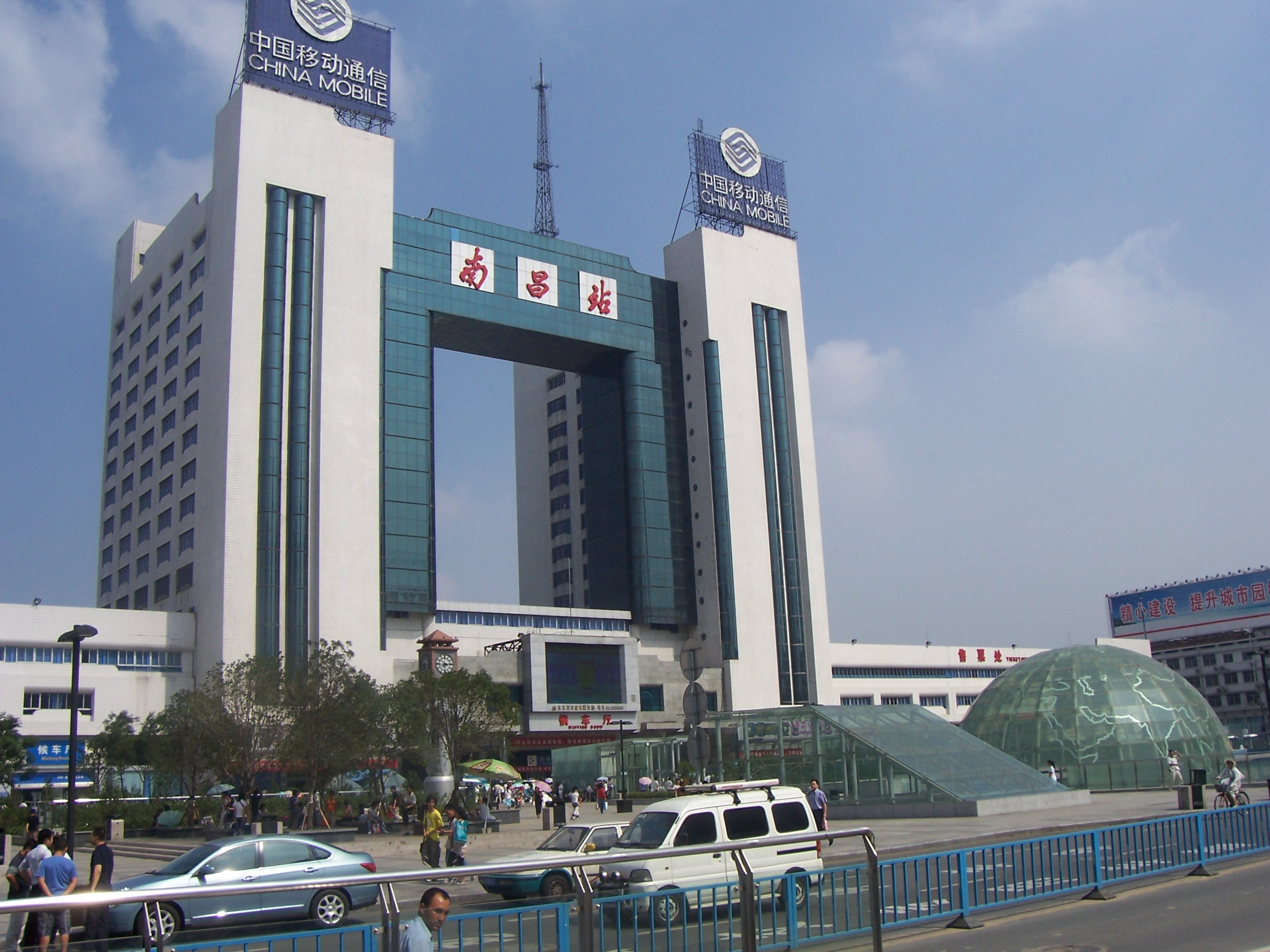

난창역(南昌火车站, Nanchang Station)은 중화인민공화국 강서성 난창 시 시후 구(西湖区)에 있는 중국국철 난창철로국이 관할하는 역이다. 징쥬 선 연결 노선 중에 유일한 성도에 있는 역으로 전국 44개의 중요한 여객역 중 하나이다.

## 역구조
단식 홈 1면, 섬식 홈 2면을 가지는 지상역이다.

## 소속노선

### 중국국철
- 징쥬 선 베이징 서역 기점에서 1449 km, 선쩐 역까지 923 km, 헝홈 역 종점까지 958km

## 현황
난창 역은 징쥬 선의 여객을 취급하는 일등역이다. 화물은 2 km 떨어진 난창 서역(화물역)에서 취급한다. 2009년 4월 기준으로, 166개의 여객 열차가 발착하며, 42개의 시발 열차가 있다. 28 km 남의 향당서역에서 호고선에 연결되며, 직통열차가 운행되고 있다.

## 역주변
- 싱치우 빈관(星球賓館)
- 량마오 빌딩(良茂大厦)
- 톄징다루(鉄経大楼)
- 난창시 우체국(南昌市郵便局)
- 쟌쉐은행(建設銀行)
- 씬티엔디 호텔(新天地酒店)

## 역사
- 1935년 - 개업
- 1996년 - 신역사 완성
- 2007년 - 역전 광장 개장

## 주변 역
- 징쥬 선
  - 난창 북역 - 난창 서역(화물전용) - 난창역 - 칭윈푸 역